# Вишлюзовування
Вишлюзо́вування (рос. вышлюзовывание, англ. locking; нім. Ausschleusenn) — вихід людей з робочої камери кесону з повільним зниженням тиску стисненого повітря.
Люди, які працюють у робочій камері кесона проходять три обов'язкових етапи: шлюзування (компресія), робота в умовах підвищеного атмосферного тиску і вишлюзовування (декомпресія). Остання полягає в повільному підйомі з глибини чи в зупинках на певних глибинах протягом певного часу, під час яких азот, гелій або інші гази, накопичені в тканинах тіла, природно виходять через легені. Глибина і час зупинки розраховується за допомогою декомпресійних таблиць, спеціалізованого програмного забезпечення, або за допомогою спеціалізованого комп'ютера (декомпресіометра). Підйом на поверхню без декопресійних зупинок може призвести до декомпресійної хвороби.